# Heterochorista acomata
Heterochorista acomata är en fjärilsart som beskrevs av Horak 1984. Heterochorista acomata ingår i släktet Heterochorista och familjen vecklare. Inga underarter finns listade i Catalogue of Life.